# サタミシュウ
サタミ シュウは、日本の小説家。主に、官能小説（角川書店などの公式サイトでは「SM青春小説」）を発表している。本名などは非公表で、数多くの小説作品を発表している覆面作家である。
『彼女が望むものを与えよ』2007年（光文社）の再文庫化で、その正体が松久淳と明らかになった。

## 作品リスト
- SM青春小説シリーズ
  - 私の奴隷になりなさいシリーズ
    - スモールワールド（2005年4月 角川書店）
      - 【改題】私の奴隷になりなさい（2007年12月 角川文庫）　表紙：大沢佑香（晶エリー、新井エリー）

    - リモート（2005年6月 角川書店）
      - 【改題】ご主人様と呼ばせてください（2008年5月 角川文庫）表紙：大沢佑香

    - おまえ次第（2008年8月 角川文庫）表紙：大沢佑香
    - はやくいって（2009年2月 角川文庫）表紙：加藤ツバキ

  - 恋するおもちゃ（2011年5月 角川文庫）表紙：有村千佳
  - 彼女はいいなり（2012年9月 角川文庫）表紙：麻倉憂
  - かわいい躾（2012年12月 角川文庫）表紙：麻倉憂
  - SでもMでもなくこれは恋とか愛（2014年3月 角川文庫）表紙：咲田ありな
  - 私はただセックスをしてきただけ（2015年7月 角川文庫）表紙：川菜美鈴
  - 彼女が望むものを与えよ（2018年12月 角川文庫）サタミシュウ名義の最後の作品

## メディア・ミックス
漫画
- スモールワールド（『コミックチャージ』〈角川書店〉、作画：花小路ゆみ、脚色：松本ひなつ）
  - 【改題】コミック版 私の奴隷になりなさい（2012年9月 角川書店）

映画
- 私の奴隷になりなさい（2012年11月3日公開、監督：亀井亨、主演：壇蜜）
- 私の奴隷になりなさい第2章 ご主人様と呼ばせてください（2018年9月29日公開、監督：城定秀夫、主演：行平あい佳・毎熊克哉）
- 私の奴隷になりなさい第3章 おまえ次第（2018年10月13日公開、監督：城定秀夫、主演：杉山未央・毎熊克哉）